# عبد الله الشرقاوي (ممثل)
عبد الله الشرقاوي (توفي يوم 7 أغسطس 2021)، هو فنان مسرحي مصري من أشهر نجوم المسرح في مصر خلال ثمانينات القرن العشرين. قدم العديد من البطولات المسرحية، كما يُعد أحد أعضاء فرقة الطليعة التابعة لوزارة الثقافة.

## وفاته
توفي يوم الثلاثاء 7 أغسطس 2021.

## من أعماله
ومن أبرز مسرحياته
- «ماراصاد».
- سقلط في ملقط.
- الكورة أجوان.
- توهان.
- العسل عسل.